# Wilson Santos
Wilson Pereira dos Santos, (Dracena, 26 de agosto de 1961) é um professor e político brasileiro, pai de 4 filhos e avô de 5 netos.

## Biografia
Chegou a Cuiabá em 1965, formou-se em Direito pela Universidade Federal de Mato Grosso. Também foi professor do ensino médio na Capital mato-grossense.
Antes de eleger-se pela primeira vez para vereador de Cuiabá, em 1988 pelo PMDB, desempenhou função na Secretaria Municipal de Serviços Públicos de Cuiabá.
Em 1990, pelo PDT, elegeu-se deputado estadual, e reeleito em 1994.
Em 1998 elegeu-se deputado federal pelo PMDB.
Em 2000 concorreu pela primeira vez à prefeitura de Cuiabá, também pelo PMDB, obtendo o terceiro lugar.
Em 2002, já pelo PSDB, foi reeleito deputado federal. 
Nesse mesmo ano foi reeleito deputado federal pelo PSDB com 94.255 mil votos.
O então deputado federal Wilson Santos licenciou-se, em 2004, para concorrer novamente à prefeitura de Cuiabá.
A eleição foi decidida em segundo turno, Wilson foi eleito prefeito de Cuiabá.
Em 2008, em eleição novamente decidida no segundo turno, foi reeleito Prefeito.
Em 2010, renunciou ao cargo para concorrer ao Governo de Mato Grosso pelo PSDB.
Indicado por Aécio Neves, desde 2011, o ex-prefeito de Cuiabá ocupou o cargo de Conselheiro da Estatal Elétrica de Minas Gerais, CEMIG.
Em 2014, Wilson Santos concorreu ao cargo de Deputado Estadual pelo seu estado, Mato Grosso, integrando a Coligação Coragem e Atitude pra Mudar, eleito com 20.562 (vinte mil, quinhentos e sessenta e dois) votos.
Perdeu a eleição para Prefeito em Cuiabá em 2016 no segundo turno contra Emanuel Pinheiro.

Em 2016 assumiu a Secretaria de Estado das Cidades, na gestão do Governador Pedro Taques.